# Phaenocarpa acarinata
Phaenocarpa acarinata är en stekelart som beskrevs av Braet och Van Achterberg 2003. Phaenocarpa acarinata ingår i släktet Phaenocarpa och familjen bracksteklar. Inga underarter finns listade i Catalogue of Life.